# Billy Bathgate
Billy Bathgate es una película del año 1991, dirigida por Robert Benton y protagonizada por Dustin Hoffman, Nicole Kidman, Loren Dean y Bruce Willis. Está basada en el libro del mismo título escrito por E. L. Doctorow.

## Argumento
La película se inspira en los sindicatos del crimen de los años '20 y  '30. Billy Bathgate (Loren Dean) es un joven que de la nada se convierte en la mano derecha de Dutch Schultz (Dustin Hoffman), un poderoso gánster. A Schultz le impresionó el joven, por lo que hace de él su protegido. Bathgate se dará cuenta de que en este mundo en el que vive, la riqueza y el poder van unidos con el peligro y la muerte.

## Reparto
| Actor                | Personaje      |
| -------------------- | -------------- |
| Dustin Hoffman       | Dutch Schultz  |
| Nicole Kidman        | Drew Preston   |
| Loren Dean           | Billy Bathgate |
| Bruce Willis         | Bo Weinberg    |
| Steven Hill          | Otto Berman    |
| Steve Buscemi        | Irving         |
| Billy Jaye           | Mickey         |
| John Costelloe       | Lulu           |
| Timothy Jerome       | Dixie Davis    |
| Stanley Tucci        | Lucky Luciano  |
| Mike Starr           | Julie Martin   |
| Robert F. Colesberry | Jack Kelly     |
| Stephen Joyce        | Sr. Hines      |
| Frances Conroy       | Mary Behan     |
| Moira Kelly          | Becky          |
| Kevin Corrigan       | Arnold         |

## Producción
Billy Bathgate fue filmada en Hamlet, Carolina del Norte, y Saratoga Springs, Nueva York. El rodaje comenzó en 1990 y concluyó en febrero de 1991 en la ciudad de Fayetteville.